# Luaña
Luaña (llamada oficialmente San Xulián de Luaña) es una parroquia española del municipio de Brión, en la provincia de La Coruña, Galicia. 

## Geografía
La parroquia de Luaña se encuentra dentro del municipio de Brión,y se integra dentro de la archidiócisis de Santiago de Compostela.Comparte límites con las parroquias de Cornanda,Viceso,Boullón y Urdilde.

## Historia
Actualmente Luaña no es más que una simple parroquia, más con este mismo nombre existió en la Edad Media un territorio cuya extensión era mucho mayor que el de la parroquia actual ,denominado "Terra da Luaña" .Este territorio estaba delimitado por el valle de Amaía, la tierra de Noya, el valle de Valeíron, la tierra de Viceso y la tierra de Barcala. Este territorio incluía parte del actual municipio de Rois y parte del de Noia y Lousame. El área estuvo en posesión de diversos monasterios (como el de Toxosoutos) e incluso formó parte de las posesiones de la Catedral de Santiago.
En ocasiones, como en la bula del Papa Pascual II, del 21 de abril de 1110, se la denomina "montes de Luaña" o simplemente "montes" por su condición montañosa. Ademas puede ser que en esta parroquia o en la antigua "Terra da Luaña" naciera el arzobispo compostelano Pelaxio Raimundo.

## Entidades de población
Entidades de población que forman parte de la parroquia:
- A Igrexa
- Amañecida
- Ardións
- Cristimil
- Espiñeiros
- Goiáns
- Mato
- Moldes
- Nináns
- Pedreira
- Tourís
- Vexo
- Vioxo de Abaixo
- Vioxo de Arriba

## Educación
La parroquia contó con una de las primeras escuelas de educación primaria del municipio (datada del año 1847), que tuvo que cerrar en 2021 por problemas relacionados con la falta de alumnos.Actualmente el edifico sirve como lugar de ocio y cultura.

## Demografía
| Gráfica de evolución demográfica de Luaña entre 2000 y 2018 |
|                                                             |
| Datos según el nomenclátor publicado por el INE.            |

## Atractivos turísticos
Parroquia de San Julián de la Luaña

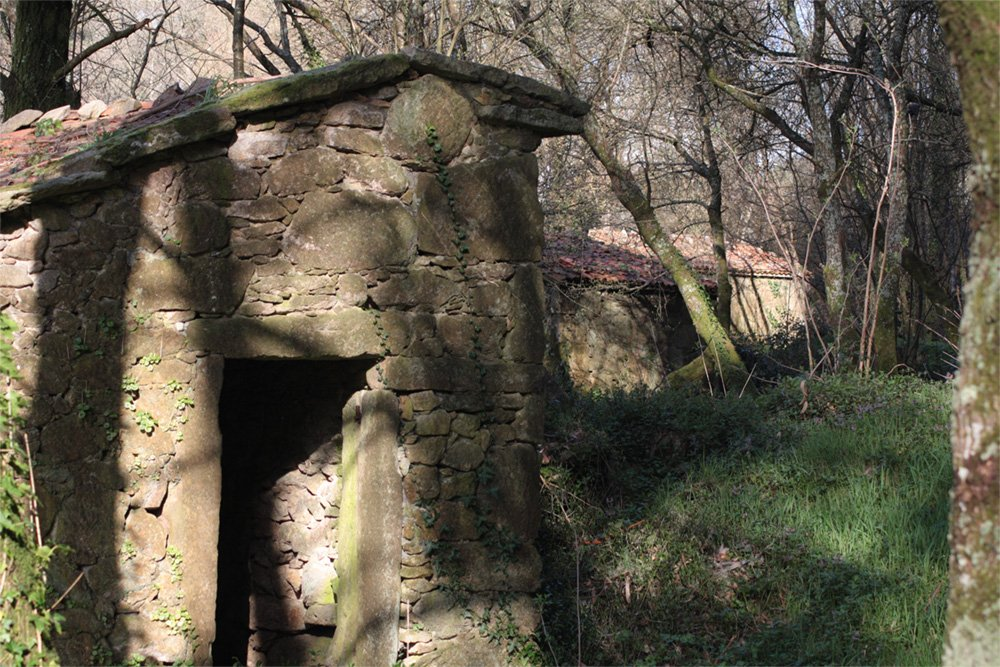
Muíños de Goiáns

- Iglesia de San Julián: Iglesia parroquial de estilo románico y neoclásico.
- Muiños de Goiáns: Molinos harineros del s.XIX
- Cruceiros de Luaña: Repartidos por toda la parroquia
- Carballeira de Luaña
- Rutas de Senderismo
- Piscina Fluvial de Nináns

## La Iglesia
Es el templo del municipio de Brión  que conserva más obra de época románica. Posee planta rectangular, arco triunfal de medio punto. El retablo central del interior del ábside está cubierto con pinturas de estilo gótico, pero de comienzos del siglo XVI. Son tres escenas de la pasión de Jesucristo: camino del Calvario con Cirineo ayudando a llevar la cruz, crucifixión con San Juan y la Virgen a los lados y la piedad o Virgen de las Angustias con Cristo muerto en brazos. Tal como se ven ahora no son las originales, puesto que fueron repintadas hace unos cuarenta años

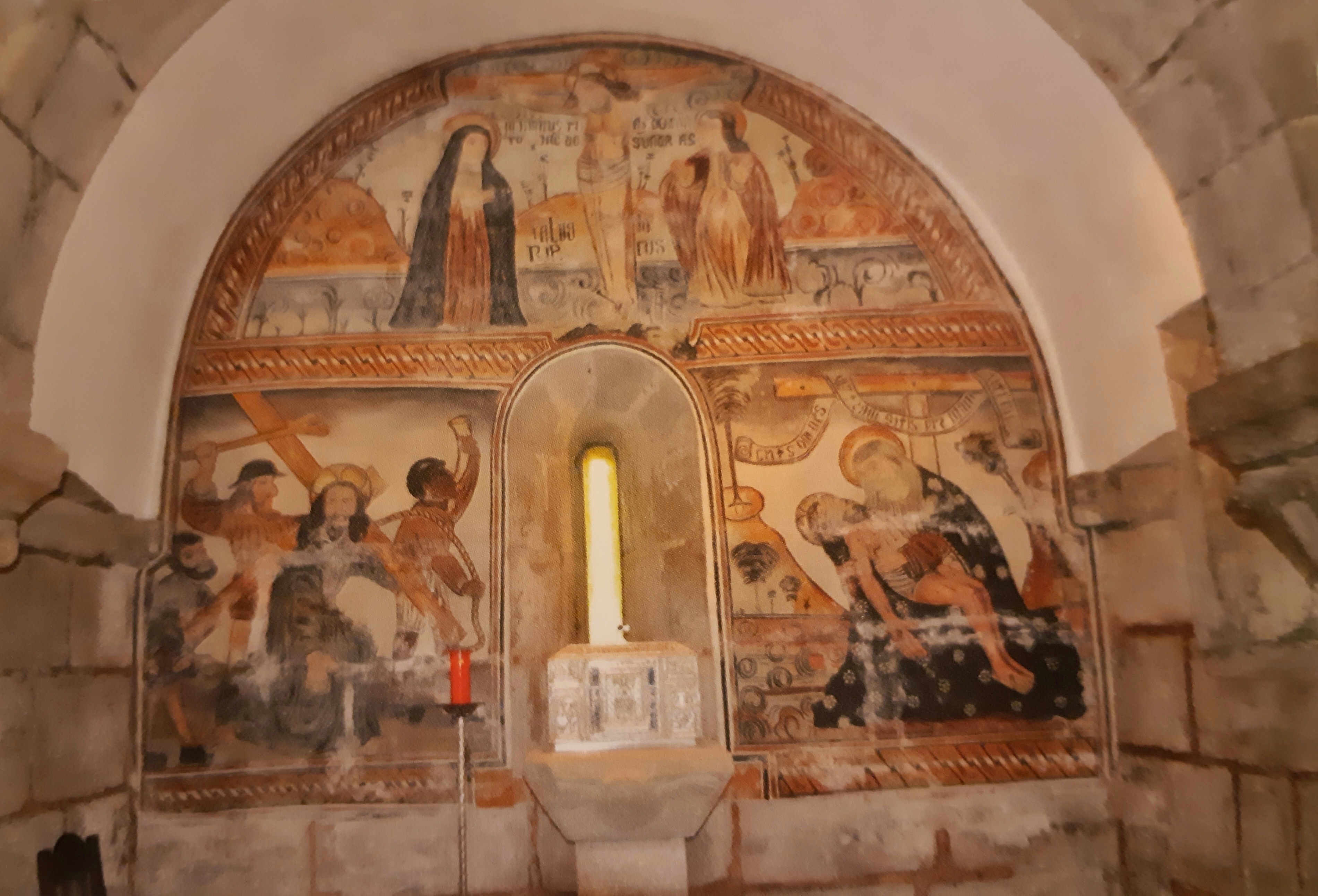
Retablo representando las escenas de la pasión de Cristo
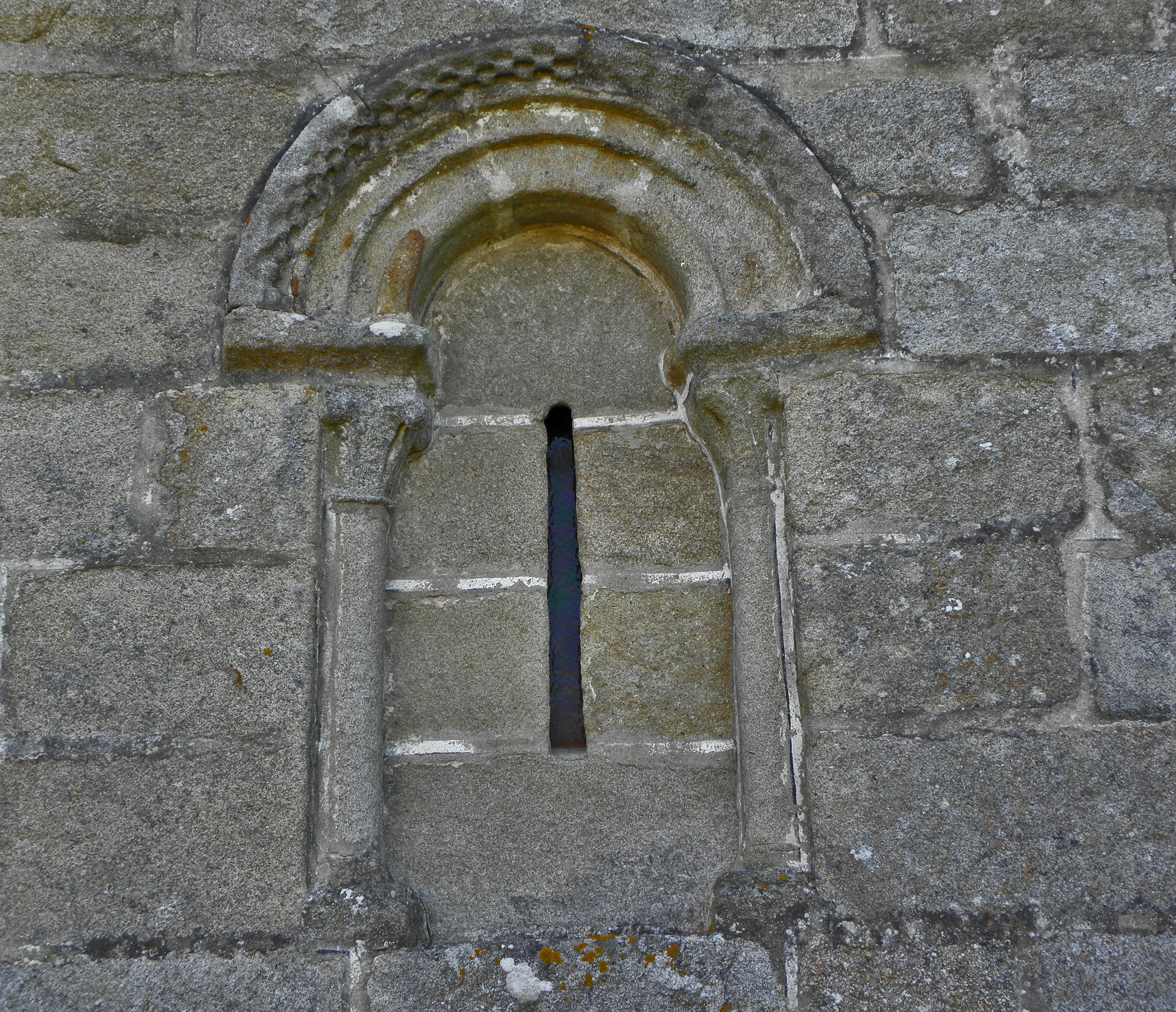
Ventana en estilo Románico
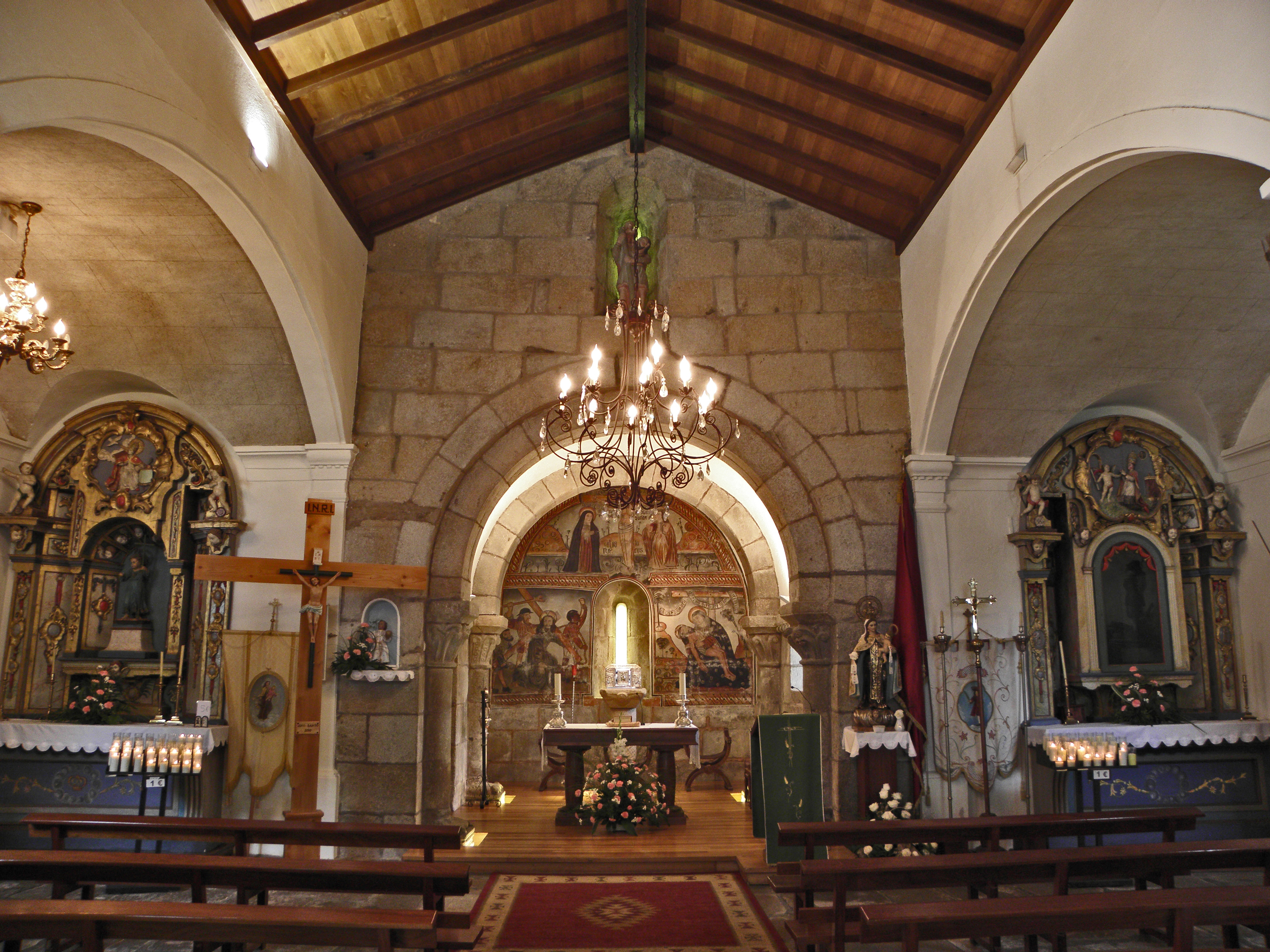
Interior de la Iglesia de San Julián
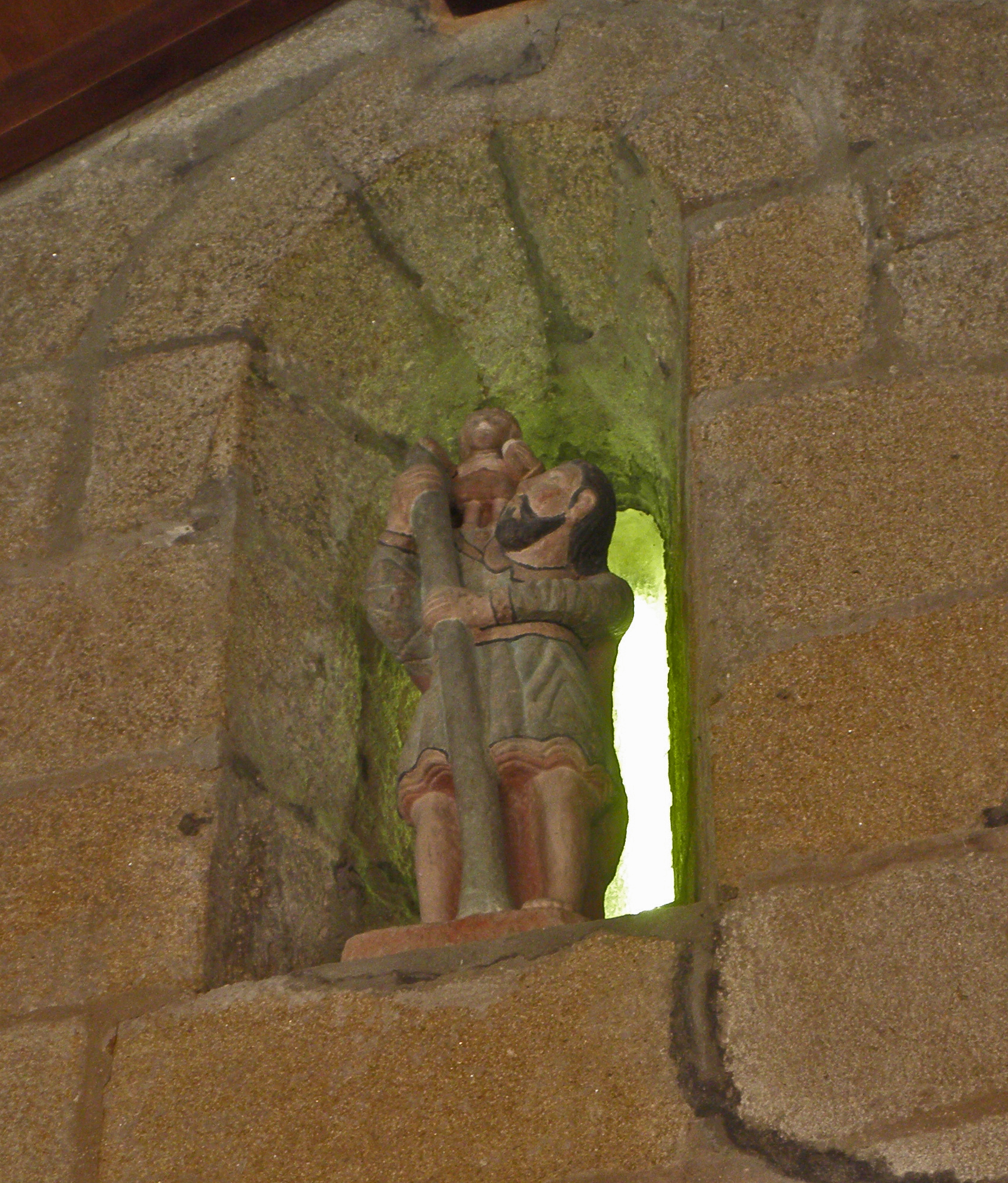
Estatua en estilo Románico
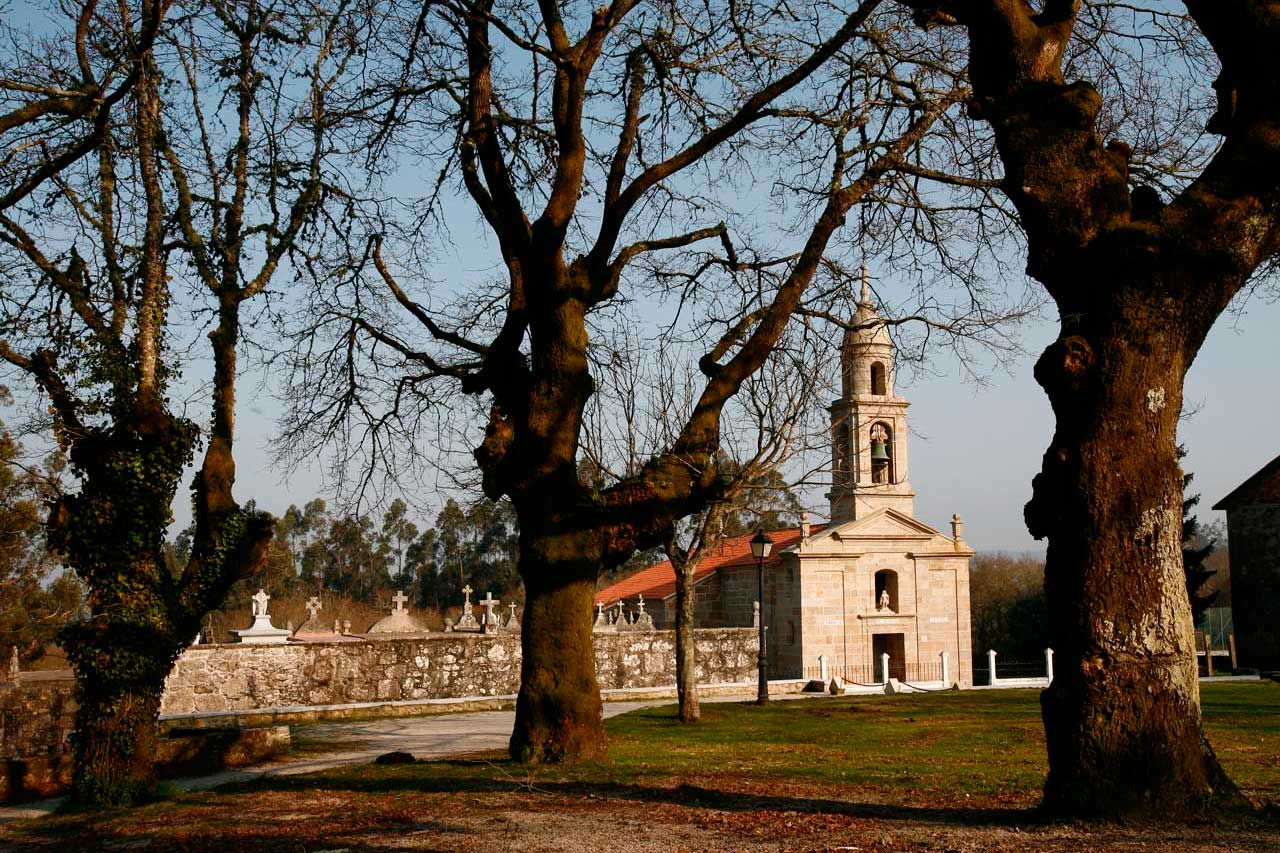
San Julián de la Luaña

## Deportes
La parroquia de Luaña es la única de la zona (junto al Urdilde) que cuenta con campo y equipo de futbol propio; el LUAÑA CLUB DE FÚTBOL, que disputó la liga del Tambre y que milita actualmente en la SEGUNDA GALICIA GRUPO 4°-SANTIAGO.